# علم الأوبئة الحسابي
علم الأوبئة الحسابي هو مجال متعدد التخصصات يستخدم تقنيات من علوم الكمبيوتر، الرياضيات، علوم المعلومات الجغرافية، والصحة العامة لفهم القضايا الأساسية لعلم الأوبئة بشكل أفضل مثل انتشار الأمراض أو فعالية تدخل قطاع الصحة العامة.

## خلفية
على النقيض من علم الأوبئة التقليدي، يبحث علم الأوبئة الحسابي عن أنماط في مصادر  البيانات غير المهيكلة مثل وسائل التواصل الاجتماعية، يمكن اعتباره سابقة في توليد الفرضيات لطرق اختبار الفرضيات مثل المسوحات الوطنية والتجارب العشوائية. تم تطوير نموذج رياضي يصف السلوك الملحوظ للفيروسات بناءً على البيانات المتاحة، ثم يتم إجراء محاكاة للنموذج لفهم النتائج المحتملة بالنظر إلى النموذج المستخدم. تنتج هذه المحاكاة بمثابة نتائج إسقاطات يمكن استخدامها بعد ذلك لإجراء تنبؤات أو التحقق من الحقائق ثم استخدامها لتخطيط التدخلات  والعدادات للسيطرة على انتشار المرض.

## روابط خارجية
- Harvard Medical School Children's Hospital Boston Computational Epidemiology Group
- University of Iowa Computational Epidemiology Group (Compepi)
- The Network Dynamics and Simulation Science Laboratory at Virginia Tech نسخة محفوظة 29 أكتوبر 2018 على موقع واي باك مشين.
- The Center for Computational Epidemiology, Bioinformatics and Risk Analysis (CCEBRA) at Tuskegee University
- The Institute for Disease Modeling
- Laboratory for the Modeling of Biological and Socio-technical Systems
- Computational Epidemiology and Public Health Informatics Laboratory at University of Saskatchewan
- Sax Institute - Decision Analytics